# Irene Below
Irene Below (* 1942) ist eine deutsche Kunsthistorikerin.

## Werdegang
Below studierte in München, Köln und Berlin. Von 1964 bis 1967 war sie DAAD-Stipendiatin für Florenz und wurde 1971 mit einer Dissertation zum Thema Leonardo da Vinci und Filippino Lippi promoviert. Schon 1972 regte Irene Below auf einem Kongress des Verbandes Deutscher Kunsthistoriker in Konstanz an, die Frauenfrage in der Kunstgeschichte zu bedenken und brachte damit eine Diskussion zur feministischen Perspektive in der Kunstgeschichte in Gang. Von 1974 bis 2004 lehrte Irene Below am Oberstufen-Kolleg Bielefeld, seit 2007 als Lehrbeauftragte an der Universität Bielefeld in der Abteilung Kunst und Musik. Damit einher geht eine freiberufliche Tätigkeit als Kuratorin und Publizistin. 1995 bis 1999 unternahm sie Forschungsreisen nach Südafrika. 2000 war sie Gründungsmitglied des frauenkunstforum-owl e. V. und 1987–1994 Sprecherin der Sektion Frauenforschung in der Kunstwissenschaft im Ulmer Verein – Verband für Kunst- und Kulturwissenschaften. 1988 war sie Initiatorin des Frauenforums im Bund Deutscher Kunsterzieher. Von 1988 bis 1999 Koordinatorin der AG Künstlerinnen des 20. Jahrhunderts in der Sektion „Frauenforschung in der Kunstwissenschaft“ im Ulmer Verein für Kunst- und Kulturwissenschaft. 2000 Gründungsmitglied des frauenkunstforum-owl e. V. (fkf-owl), jetzt Künstlerinnenforum Bielefeld-OWL e. V. und 2001 Initiatorin der „ein-seh-bar – sichtbares künstlerinnenarchiv ostwestfalen-lippe“. Seit 2000 aktiv in der AG Frauen und Exil der Gesellschaft für Exilforschung.
Sie war und ist vielfach sozialpolitisch engagiert; so war sie in den 1980er-Jahren Mit-Gründerin einer selbstverwalteten Kita mit alternativer Pädagogik, und 2017 der Selbsthilfe-Initiative „Wir für uns-anders Altern“.
Below ist verheiratet und hat zwei Söhne. Sie lebt in Werther bei Bielefeld in Nordrhein-Westfalen.

## Arbeitsschwerpunkte
Ihre Arbeitsschwerpunkte sind die Siedlungsarchitektur der 20er Jahre, die feministische Kunst- und Kulturwissenschaft, Künstlerinnen des 20. und 21. Jahrhunderts, Peripherie und Zentrum in Kunst, Kunstbetrieb und Wissenschaft sowie Studien zum Exil von Künstlern und Wissenschaftlern.

## Veröffentlichungen (Auswahl)
- Die schönen Zeiten sind vorbei. Die schönen Zeiten hat es nie gegeben. Politische Kultur von unten in einer Reforminstitution – Irene Below (Autorin), Peter Fuchs (Autor), Frankfurt (Main), 1986 ISBN 3-88704-044-9
- Es gab nicht nur das Bauhaus: Irene Below (Autorin) Stiftung Bauhaus Dessau, 1994 ISBN 3-936796-20-3
- Gisela Wölbing/Gertrud van Dyck: Historische Museen: Schriften der Historischen Museen der Stadt Bielefeld 8. Irene Below, Jörg Boström, Jutta Hülsewieg-Johnen, Gottfried Jäger, Rosa Schumacher, Sybille Seiger. Westfalen Verlag, 1996 ISBN 3-88918-088-4
- Irma Stern und der Expressionismus. Afrika und Europa. Irene Below (Autorin), Jutta Hülsewig-Johnen (Autorin) Christof Kerber Verlag, 1998 ISBN 3-924639-73-6
- Hidden treasures, Irma Stern, Irene Below: Society of Bibliophiles in Cape Town, 2000 ISBN 0-620-26727-5
- Die Vorteile des Künstlerinnendaseins: Susanne Albrecht (Autorin), Irene Below (Autorin), Angela Kahre (Autorin) Interdisziplinäres Zentrum für Frauen- und Geschlechterforschung (IFF), 2001 ISBN 3-932869-10-9
- eins und doppelt: Irene Below (Vorwort), Joachim Bünemann (Vorwort), Stefanie Lux-Althoff (Bearbeiterin) Landesverband Lippe, 2001 ISBN 3-9807375-2-7
- Christel Linkerhägner: Irene Below (Herausgeberin), Christa Niestrath (Herausgeberin), Tanja Kämmer (Vorwort), Christel Linkerhägner (Fotografin) frauenkunstforum-owl, 2004 ISBN 3-9809866-0-8
- Feministische Interventionen: Die Ausstellung „Frauenalltag und Frauenbewegung 1890–1980“ im Historischen Museum Frankfurt. In: Annegret Friedrich (Hrsg.): Die Freiheit der Anderen. Festschrift für Viktoria Schmidt-Linsenhoff. Marburg 2004, S. 67–81.
- Kulturelle Hierarchien in der Kunst(pädagogik)? In: Johannes Kirschenmann, Rainer Wenrich, Wolfgang Zacharias (Hrsg.): Kunstpädagogisches Generationengespräch. Zukunft braucht Herkunft. München 2004, S. 290–293.
- Irene Below mit Susanne Albrecht: „Marmor, Stein und andere Stoffe“–eine gelungene Kooperation und deren Voraussetzungen.  Shortcut in: Soft Logics in der Kunstvermittlung, Künstlerhaus Stuttgart, 2004
- Irene Below mit Beatrice von Bismarck: „Globalisierung/Hierarchisierung: Kulturelle Dominanzen in Kunst und Kunstgeschichte“, 2004, ISBN 978-3-89445-339-8
- Globalisierung/Hierarchisierung. Irene Below (Autorin), Beatrice von Bismarck (Autorin). Jonas Verlag, 2004 ISBN 3-89445-339-7
- Mit Ayşe und Ariane im Hamam – Zeitgenössische Kunst und interkulturelles Lernen in der Kunstpädagogik. In: Welt-Kunst-Pädagogik. Kunstvermittlung zwischen westlichen Kunst-Konzepten und globalen Fragestellungen. Loccumer Protokolle, Loccum 2005
- Gegen die Norm. Susanne Lüftners künstlerische Strategien. In: Susanne Lüftner. Werkschau 1978–2004, Dortmund 2005, S. 2–11.
- Irene Below mit Melanie Blank: Helene Homilius (* 1910)–eine fast vergessene Künstlerin aus Hörste/Halle i. Westf. In: Heimat-Jahrbuch Kreis Gütersloh, Gütersloh 2005, S. 169–173.
- Susanne Lüftner: Werkschau 1973–2004 Silvia Liebig (Designer), Michael Odenwaller (Designer), Susanne Lüftner (Illustratorin), Evan von der Dunk (Übersetzer), Irene Below (Autorin), Gabriele Oberreuter (Autorin). Kunst-Praxis Soest, 2005 ISBN 3-00-017262-9
- „Jene widersinnige Leichtigkeit der Innovation“ Hanna Deinhards Wissenschaftskritik, Kunstsoziologie und Kunstvermittlung. In: Ursula Hudson–Wiedenmann, Beate Schmeichel–Falkenberg (Hrsg.): Grenzen Überschreiten. Frauen, Kunst und Exil, Würzburg 2005. S. 151–179. Und in: kunststoff–Zeitschrift für Kunst und Wissenschaft 3/2005
- Zwischen den Kulturen. „Umgababa“ – Irma Sterns erstes Reisebuch. In: Theresa Georgen, Carola Muysers: Bühnen des Selbst. Zur Autobiographie in den Künsten des 20. und 21. Jahrhunderts. Reihe Gestalt und Diskurs, Muthesius Kunsthochschule in Kiel 2006, S. 221–244.
- Lucy von Jacobi – Journalistin. Konzeption und Redaktion: Rolf Aurich, Wolfgang Jacobsen, Irene Below, Ruth Oelze. Film & Schrift, Band 9, edition text & kritik, München 2009. ISBN 978-3-86916-003-0
- Irene Below: Behinderte Karrieren im Umbruch der Zeit: Benita Koch-Otte (1892–1976). In: Inge Hansen-Schaberg, Wolfgang Thöner und Adriane Feustel (Hrsg.): Entfernt: Frauen des Bauhauses während der NS-Zeit–Verfolgung und Exil. edition text + kritik, Herbst 2012
- Friedrich Meschede, Jutta Huelsewig-Johnen, mit Texten u. a. von Irene Below: „To open eyes: Kunst und Textil vom Bauhaus bis heute“, 2013, ISBN 978-3-86678-919-7[7]
- Irene Below, Inge Hansen-Schaberg, Maria Kublitz-Kramer (Hrsg.): „Das Ende des Exils?: Briefe von Frauen nach 1945 (Frauen und Exil)“, 2014, ISBN 978-3-86916-373-4
- Irene Below, Burcu Dogramaci (Hrsg.): „Kunst und Gesellschaft zwischen den Kulturen: Die Kunsthistorikerin Hanna Levy-Deinhard im Exil und ihre Aktualität heute (Frauen und Exil)“, 2016, ISBN 978-3-86916-491-5